# パブリック (企業)
パブリック株式会社（PUBLIC CO., LTD.）は、自社ブランドの業務用家具（椅子・テーブル）製造・販売を行う企業である。本社は愛知県名古屋市中川区。
カタログを利用したフリーセレクト販売システムと短納期が強み。

## 会社概要
CRES（クレス）という自社ブランドの業務用家具（椅子・テーブル）の完全受注生産・販売を行っている。先駆ビジネスモデルである短納期、フリーセレクト方式を採用。優れたデザインでありながら耐久性も兼ね備えた製品価値評。
- この企業が扱う業務用家具、公共施設用家具は「コントラクト家具」と呼ばれ、国内外の家具業界で、いま最も有望な成長市場として注目されている。
- 「コントラクト家具」とは空港、大学、図書館、博物館、病院、老人福祉施設、レジャー施設、飲食店、企業食堂、ホテルなどで利用される家具であり、家庭用向け家具より優れた耐久性、機能性、意匠性、オリジナル性などが求められる[2]。

## 沿革
- 1978年（昭和53年）11月 - 名古屋市中川区に会社設立[3]。
- 1985年（昭和60年）6月 - 名古屋市港区に新社屋・新本社工場完成、移転統合。
- 1989年（平成元年）5月 - 本社内にカタログ・広告写真撮影スタジオ開設。
- 1990年（平成2年）12月 - 三重県員弁郡東員町に東員工場開設。
- 1992年（平成4年）10月 - 東京都港区にショールーム“PIC AOYAMA”開設。
- 1995年（平成7年）4月 - クレスブランドでの販売開始。
- 1996年（平成8年）11月 - 東員工場内に第1自動倉庫完成。
- 1997年（平成9年）6月 - 東員工場の隣地を拡充し、生産体制強化。
- 1999年（平成11年）10月 - 十四山ソーイン株式会社を子会社化。
- 2000年（平成12年）
  - 1月 - 東員工場内に第2自動倉庫完成。
  - 9月 - 名古屋市中川区福船町の東海銀行跡地に新社屋移転。
  - 12月 - ツクモ株式会社を福川ソーイン株式会社に 商号変更。
- 2001年（平成13年）
  - 3月 - 東員工場に撮影スタジオ移設。
  - 4月 - 名古屋市中区丸の内にショールーム“PIC NAGOYA”開設。
- 2002年（平成14年）
  - 4月 - 国際規格「ISO9001」認証取得。
    - 8月 - 新ブランド「PICNET」を立ち上げ、インターネット網を利用した販売開始。
- 2003年10月 - 東員工場を分社しパブリック東員工場株式会社設立。
- 2004年（平成16年）10月 - 東員工場内に資材倉庫増設。
- 2006年（平成18年）
  - 2月14日 - ジャスダックへ上場（証券コード：7830）。
  - 5月 - 東京地区における販売活動強化のため東京オフィス開設。
- 2007年（平成19年）1月 - 東員工場内に資材倉庫増設。
- 2009年（平成21年）12月 - マネジメント・バイアウト（MBO）により、上場廃止。

## 製品

### オリジナル・ブランド
- CRES（クレス） - 業務用椅子・テーブル

### 製品ラインナップ
- 木製椅子
- パイプ椅子
- 籐椅子
- ロビーチェア
- テーブル

## 事業所

### ショールーム
- 東京都
  - PIC AOYAMA（〒107-0062：東京都港区南青山5丁目4番30号 南青山NKビル）北緯35度39分41.7秒 東経139度42分50.5秒 / 北緯35.661583度 東経139.714028度
- 名古屋市
  - PIC NAGOYA（〒460-0002：愛知県名古屋市中区丸の内3丁目20番5号 OASIS HINA）北緯35度10分27.8秒 東経136度54分20.5秒 / 北緯35.174389度 東経136.905694度
- 大阪市
  - PIC OSAKA（〒541-0053：大阪府大阪市中央区本町4丁目4番10号 本町セントラルオフィス1階）北緯34度40分58.4秒 東経135度29分56.6秒 / 北緯34.682889度 東経135.499056度

### オフィス
- 東京都
  - 東京オフィス（〒107-0062：東京都港区南青山5丁目4番30号　南青山NKビル）

### 工場
- 三重県
  - 東員工場（〒511-0244：三重県員弁郡東員町大木2001番地）北緯35度5分16.5秒 東経136度34分47.6秒 / 北緯35.087917度 東経136.579889度